# Сморжівська сільська рада
| Сморжівська сільська рада — колишній орган місцевого самоврядування у Радехівському районі Львівської області з адміністративним центром у с. Сморжів. Історична дата утворення: в 1939 році. Водоймища на території, підпорядкованій даній раді: річка Стир. Сільській раді підпорядковані населені пункти: - с. Сморжів - с. Романівка - с. Щуровичі |

## Склад ради
Рада складається з 20 депутатів та голови.

### Керівний склад ради
| ПІБ                       | Основні відомості                                                                          | Дата обрання | Дата звільнення |
| ------------------------- | ------------------------------------------------------------------------------------------ | ------------ | --------------- |
| Мельничук Іван Михайлович | Сільський голова, 1968 року народження, освіта                                             | 26.03.2006   | 31.10.2010      |
| Мелничук Іван Михайлович  | Сільський голова, 1968 року народження, освіта вища, член політичної партії «Наша Україна» | 31.10.2010   |                 |

Примітка: таблиця складена за даними джерела